# Kostel Navštívení Panny Marie (Horní Police)
Kostel Navštívení Panny Marie v Horní Polici je poutní kostel v obci Horní Police na Českolipsku v Libereckém kraji.
Náleží do českolipského vikariátu v rámci litoměřické diecéze.
Pouti do Horní Police se konají od roku 1523. Současná podoba budov (kostel, křížová chodba, zvonice a budova děkanství) pocházejí z 18. století. Celý poutní areál je chráněn jako národní kulturní památka.

## Historie

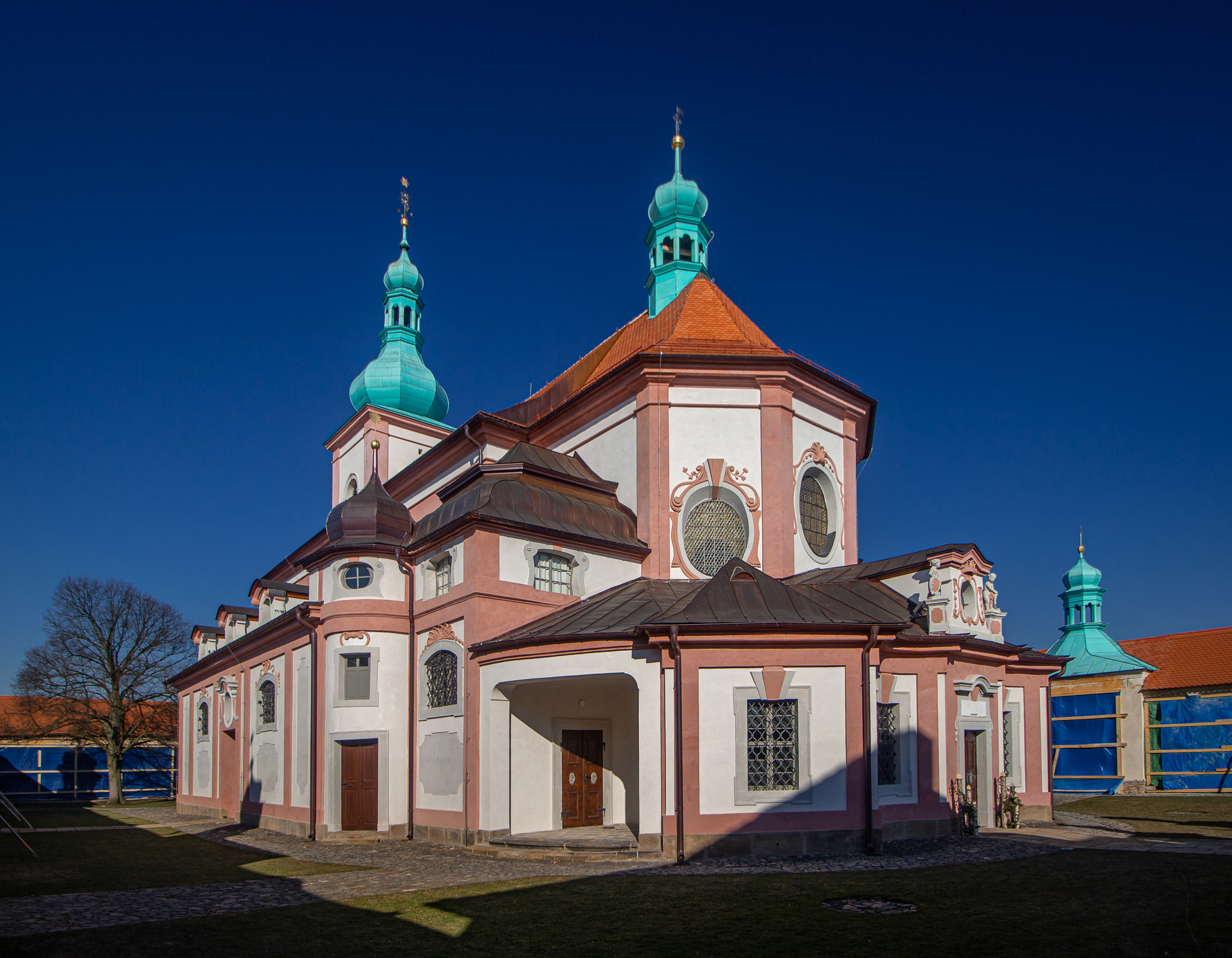
Areál poutního kostela Navštívení Panny Marie

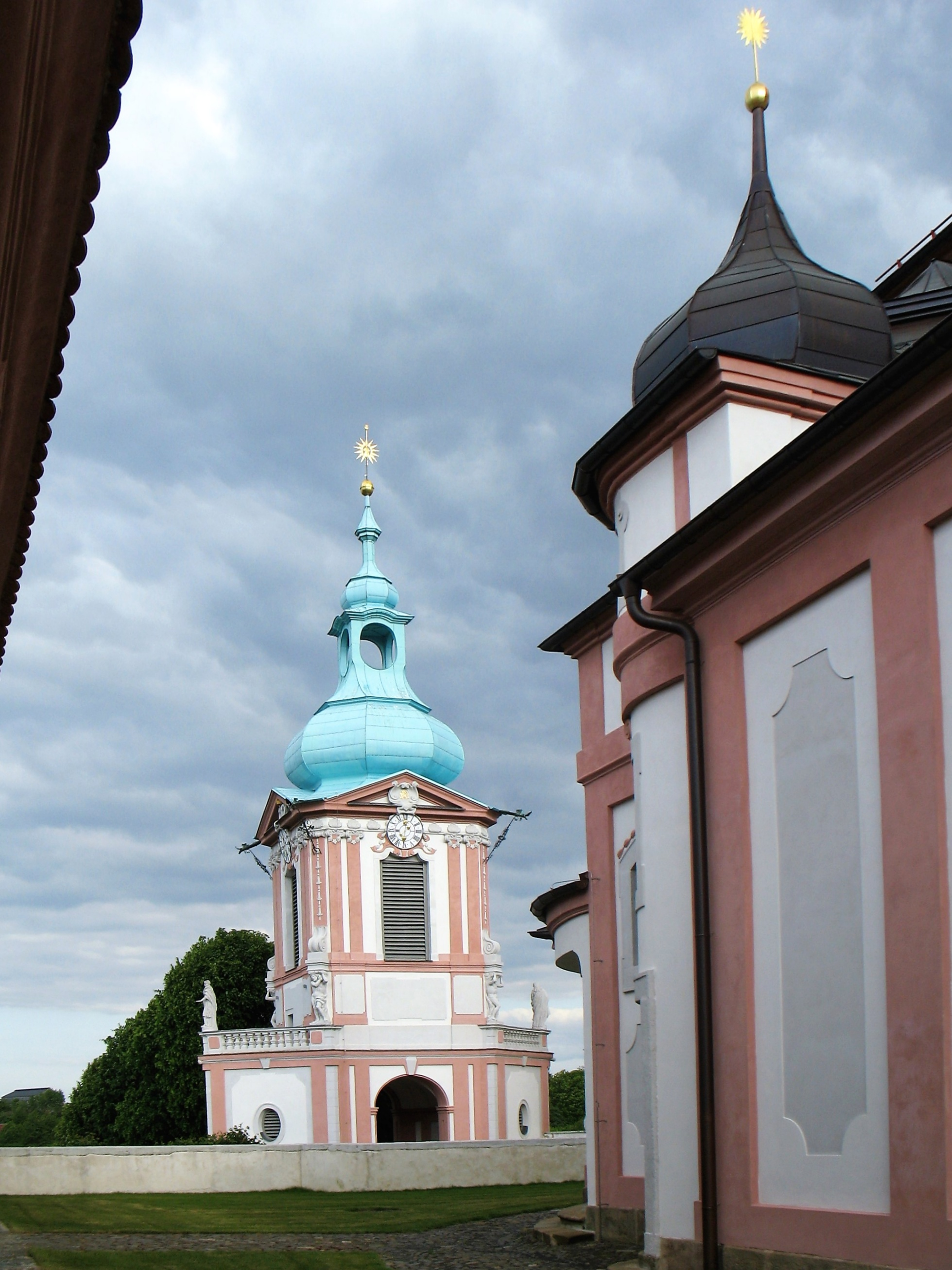
Zvonice u vstupu do areálu

První kostel v Horní Polici je zmíněn v listině doksanského kláštera premonstrátů z roku 1291. Současná podoba kostela a přilehlých budov vznikla v letech 1689–1725 za doby vlády sasko-lauenburského vévody Julia Františka (1641–1689) a jeho dcery, toskánské velkovévodkyně Anny Marie Františky (1672–1741).
Protože starý poutní kostel v roce 1682 navštívilo asi 4000 poutníků, požádal farář Michael Gabriel Jantsch o rozšíření kostela. Pokyn k výstavbě nového poutního kostela Navštívení Panny Marie dal v roce 1684 litoměřický biskup Jaroslav Ignác ze Šternberka (1641–1709). Návrhem a realizací stavby byl pověřen architekt Giulio Broggio (1628–1718) a jeho syn Octavio Broggio (1670–1742).
Barokní kostel je trojlodní, obklopený trojkřídlým ambitem s kaplemi a oltáři. V roce 1861 byl kostel upraven z iniciativy císaře Ferdinanda Dobrotivého.
Vévodkyně Anna Marie Františka se vždy snažila zvýšit prestiž pouti. Na její žádost papež Klement XII. v roce 1736 faráře hornopolického poutního kostela nadal arciděkanským titulem a podobně jako klášterní opaty právem infule, tj. právem nosit při mši biskupské pontifikálie (mitru a berlu). V současnosti je tato výsada arciděkanů pozastavena.
Faráři a od roku 1736 arciděkani bydleli v budově děkanství (arciděkanství) Horní Police. Nejznámějším byl populární kněz Wenzel Hocke, zvaný také „Hockewanzel“, který zde působil v letech 1779–1808. Roku 1908 byl na cestě vzhůru ke kostelu vztyčen pamětní kámen v místě, kde na mrtvici zemřel arciděkan Hocke. V čestném sále arciděkanství visí jedenáct portrétů patnácti arciděkanů a také portrét toskánské velkovévodkyně Anny Marie Františky s manželem a dcerou.
Kostel s celým poutním areálem prošel v letech 2019–2020 rozsáhlou rekonstrukcí,stavební povolení na tuto mimořádně náročnou akci bylo vydáno již v roce 2016.Další opravy pokračovaly v následujících letech.

## Poutní místo

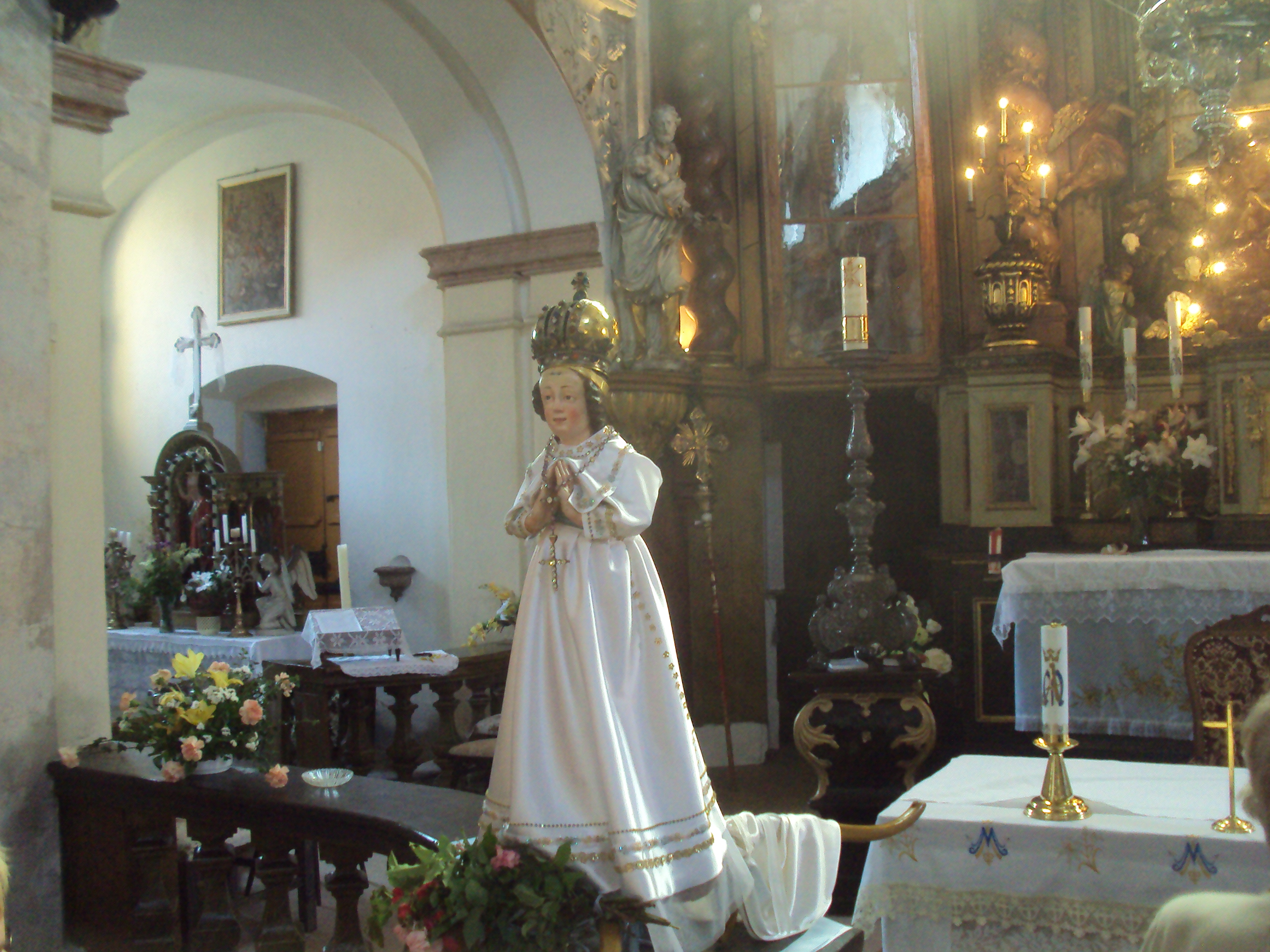
Soška Panny Marie hornopolické před oltářem (rok 2013)

Podle pověsti vyplavilo v roce 1523 na břeh řeky Ploučnice dřevěnou sochu Panny Marie. Místní obyvatelé přinesli sochu do tehdy gotického farního kostela. Poutníci pak přicházeli k hlavnímu oltáři se sochou Marie, který byl původem poutního místa v Horní Polici.
Zázračný obraz „Mater gravida“ neboli „Těhotná Madona“ popř. též „Panna Marie v naději“ je přibližně 75 cm vysoká socha Panny Marie. Není to umělecky zvlášť hodnotné dílo, nejspíše z rukou amatérského řezbáře. V současné době je socha k vidění v kostele „oblečená“ do šatu, který se mění podle církevního kalendáře. V pozdějších letech bylo zhotoveno několik kopií sochy, např. socha Panny Marie na mostě v Horní Polici z roku 1722.
Po dokončení a vysvěcení nového poutního areálu přišlo v roce 1724 na slavnost Navštívení Panny Marie kolem 35 000 poutníků. V letech 1730 až 1760 byla Horní Police vedle Bohosudova (něm. Mariaschein) nejnavštěvovanějším poutním místem v severních Čechách.
V současné době se hlavní pouť v Horní Polici koná první neděli v červenci (Navštívení Panny Marie 2. srpna). července) místo toho. Každou první sobotu v měsíci se také konají pravidelné „malé poutě“.

## Interiér kostela po rekonstrukci z let 2019–2020

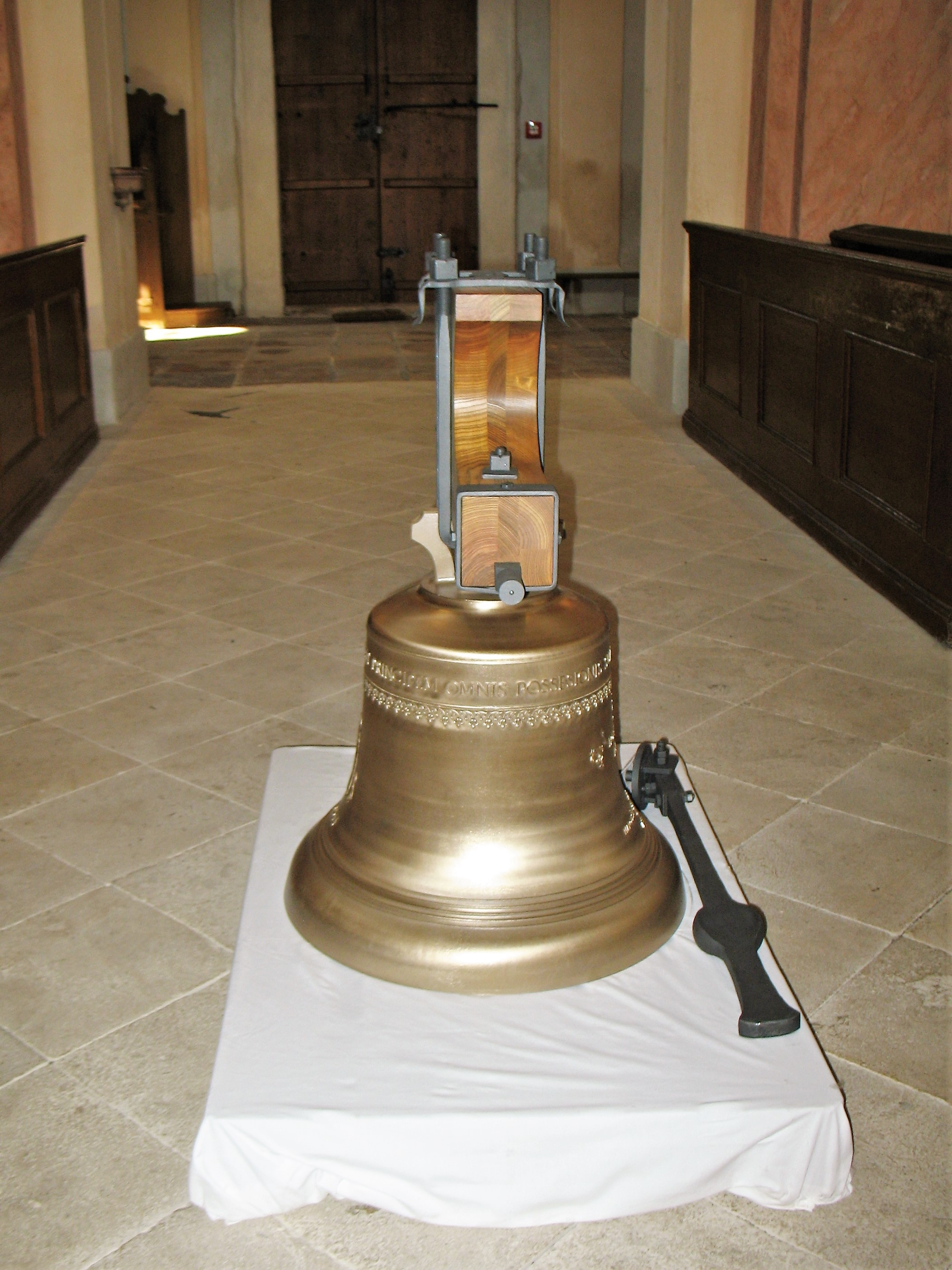
Nový zvon, vystavený během Noci kostelů v červnu 2023
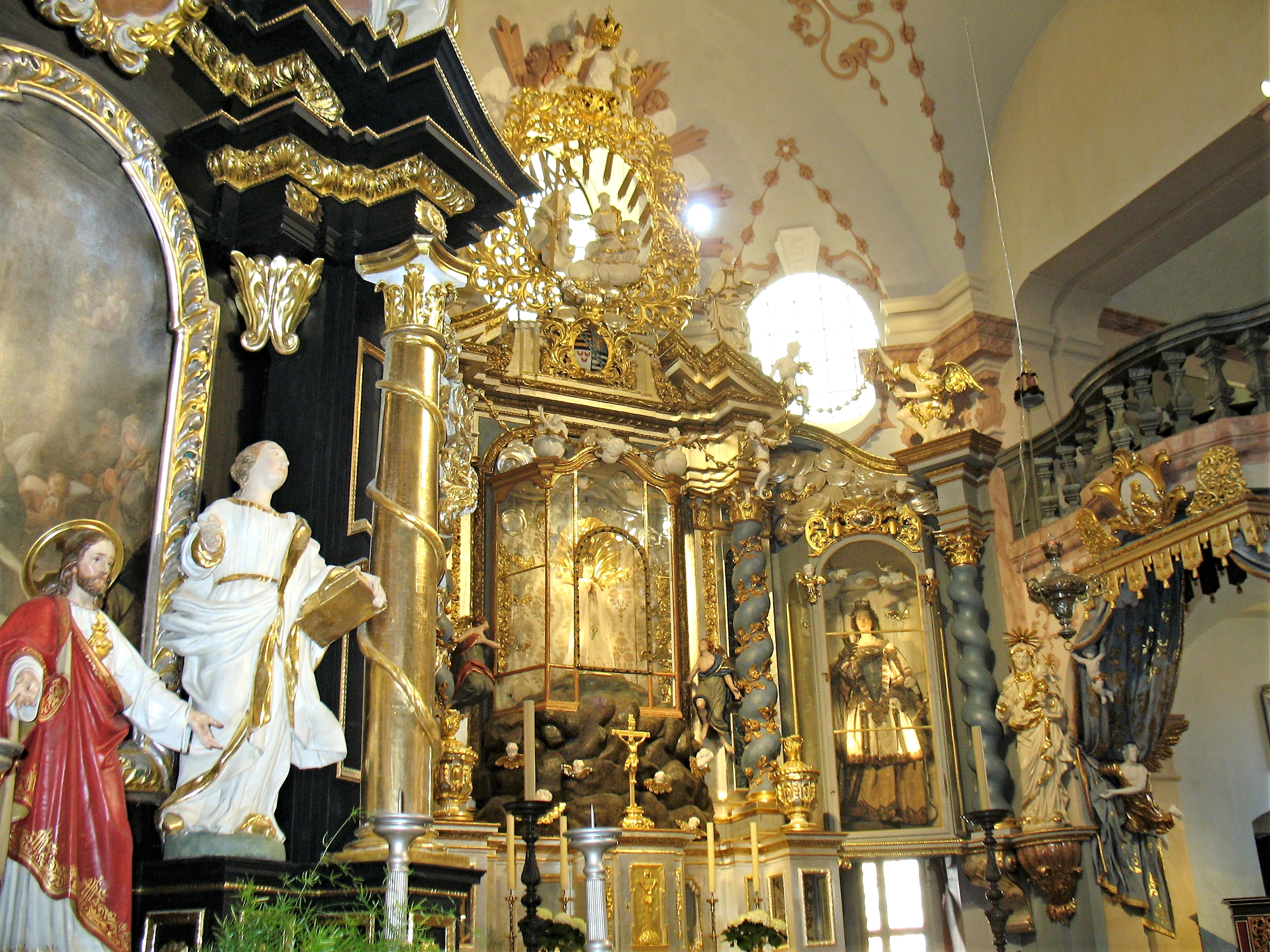
Pohled zleva na hlavní oltář
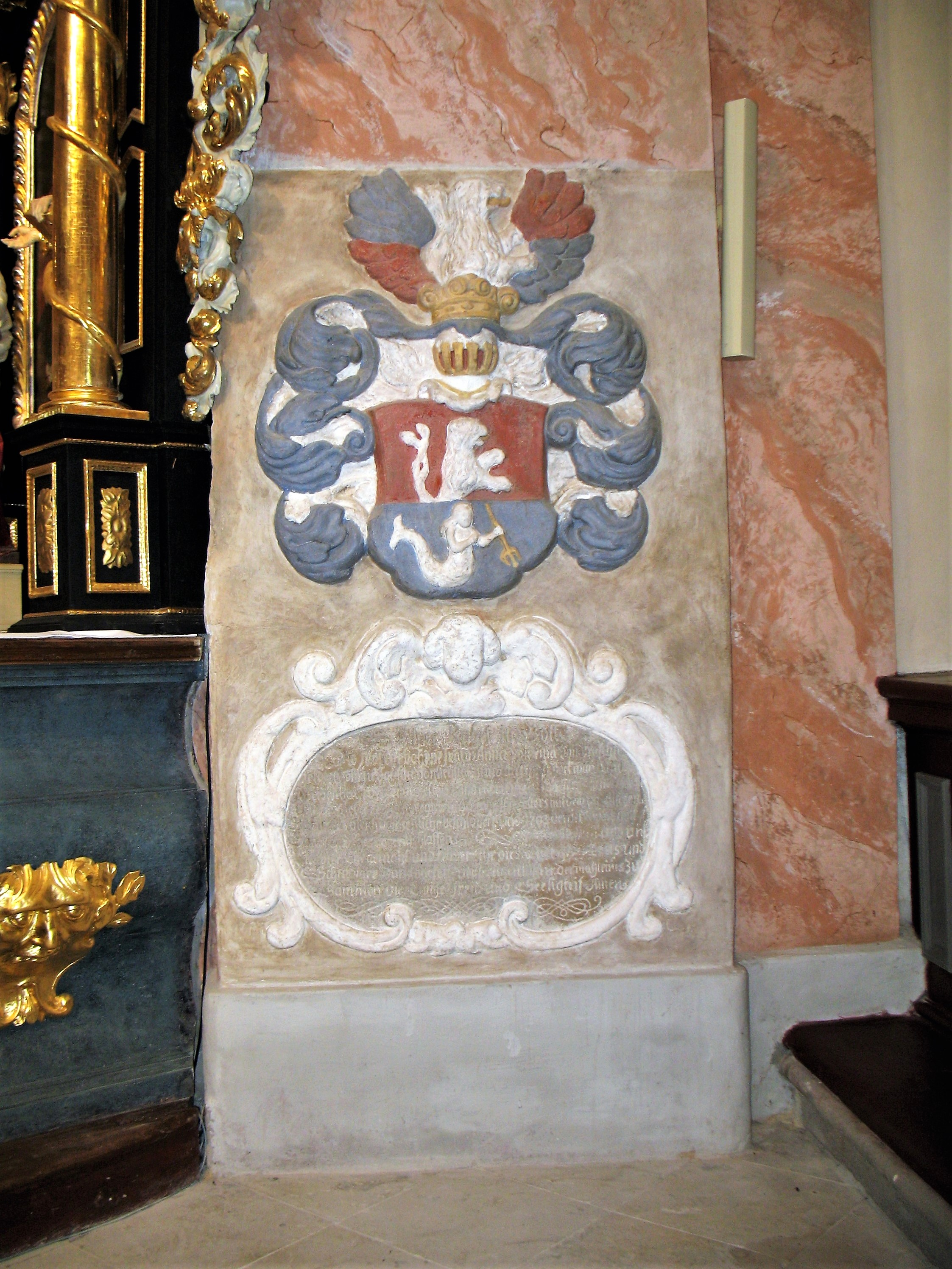
Náhrobní kámen Anny Polyxeny Paustové z Liebstadtu
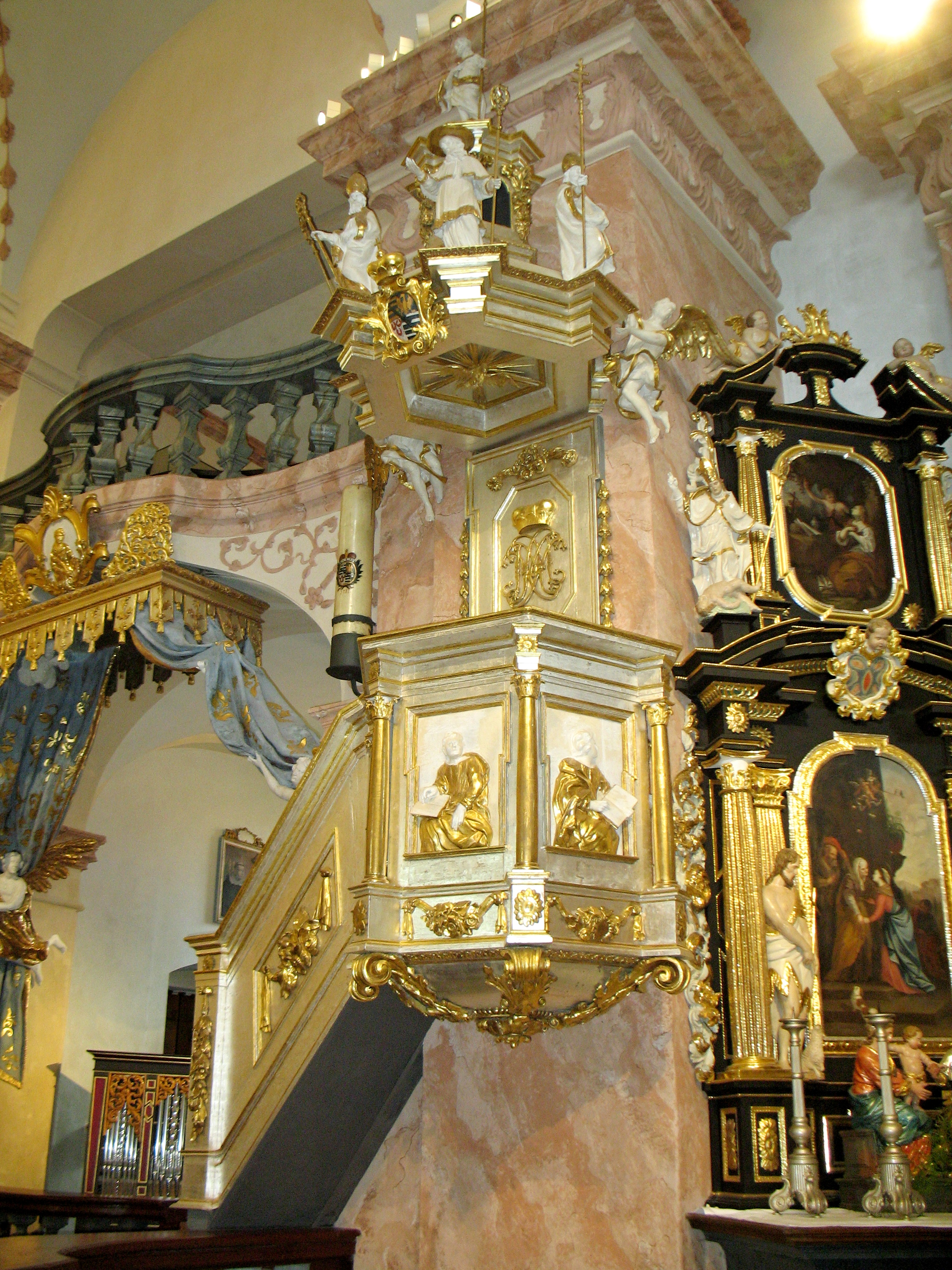
Kazatelna s baldachýnem
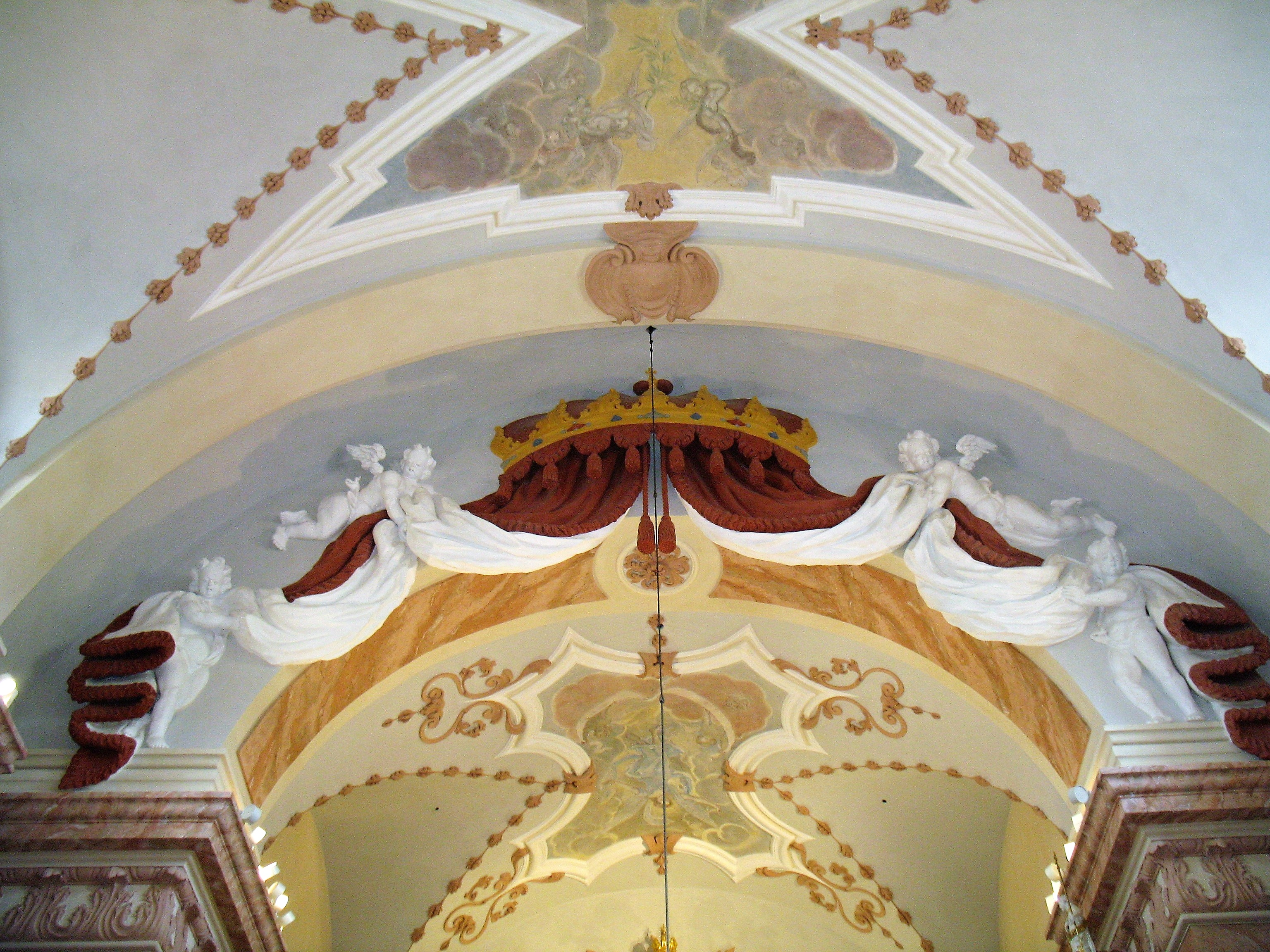
Obnovená výzdoba stropu
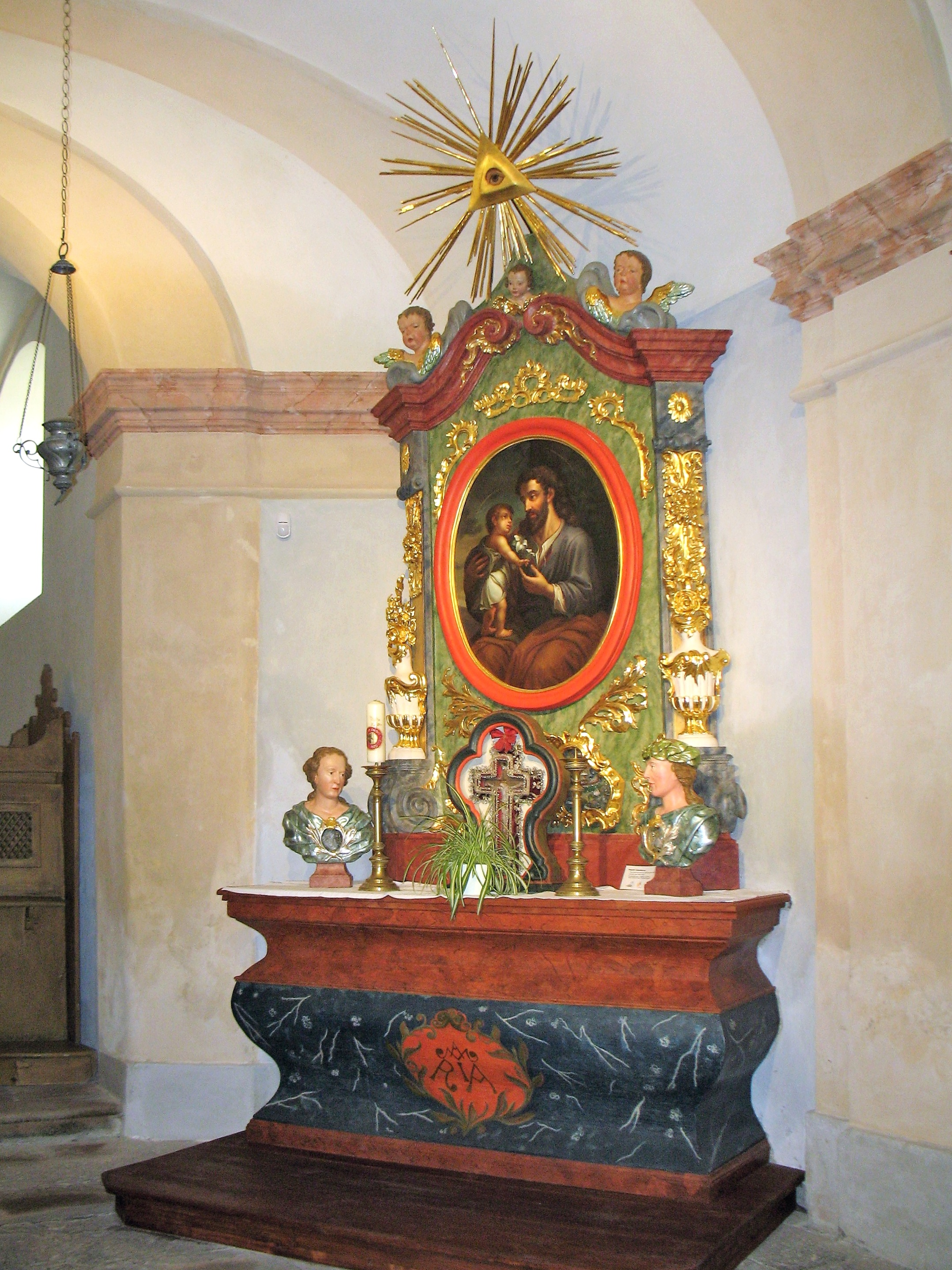
Oltář sv. Josefa v jižní boční lodi